# Kasimir Felix Badeni

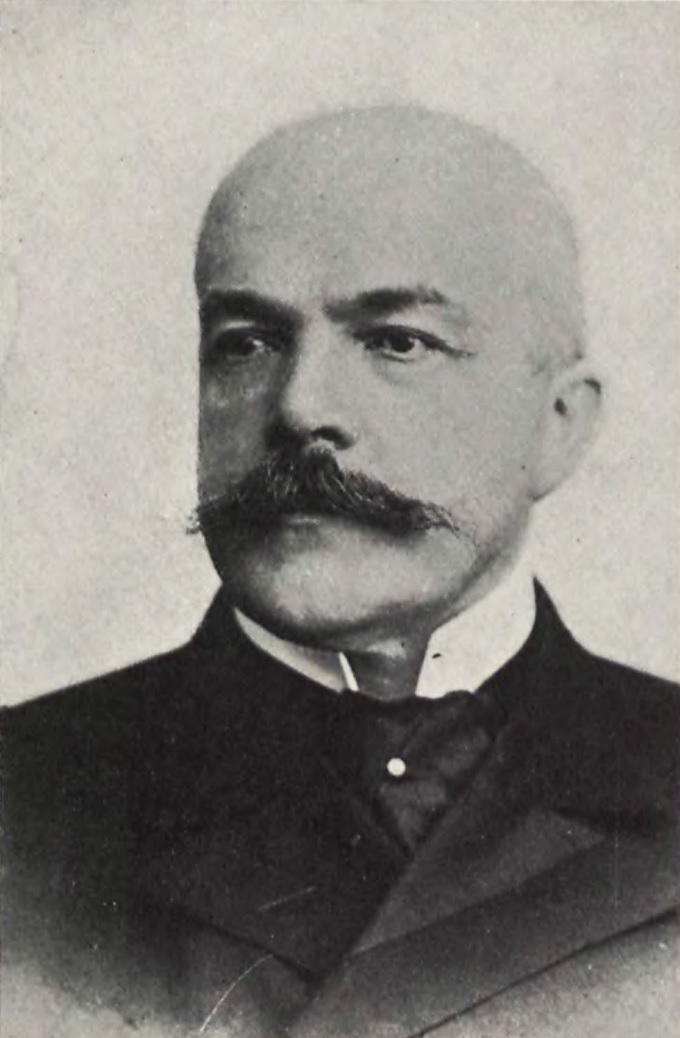
Kasimir Felix Badeni

Conde Kasimir Felix Badeni (alemão: Kasimir Felix Graf von Badeni, polonês: Kazimierz Feliks hrabia Badeni; Surochów, Galiza, Império Austríaco em 14 de outubro de 1846 - Krasne, Galiza, Áustria-Hungria em 9 de julho de 1909), um membro da nobre Casa polonesa de Badeni, foi um estadista austríaco, que serviu como Ministro-Presidente da Cisleitânia de 1895 a 1897. Muitas pessoas na Áustria, especialmente o imperador Franz Joseph, depositaram grande esperança nos esforços de Badeni para reformar o sistema eleitoral e a legislação linguística a fim de resolver alguns problemas fundamentais do estado multinacional, que acabou fracassando.